# Oberleitungsbus Eberswalde
Der Oberleitungsbus Eberswalde, im Volksmund kurz Obus oder auch Strippenbus beziehungsweise Strippenexpress genannt, ist neben dem Oberleitungsbus Esslingen am Neckar und dem Oberleitungsbus Solingen eines von drei verbliebenen Oberleitungsbusnetzen in Deutschland. Der Obusverkehr in Eberswalde wurde am 3. November 1940 aufgenommen und ist damit der älteste deutsche Obusbetrieb. Auf einer Länge von 37,2 Kilometern (in einer einspurigen Messung) verkehren zwei Linien, Betreiber ist die Barnimer Busgesellschaft (BBG). Die Betriebslänge der Linien beträgt etwa 17 km. Als Vorläufer gilt die Gleislose Bahn Eberswalde, sie verkehrte kurzzeitig im Jahr 1901.

## Geschichte

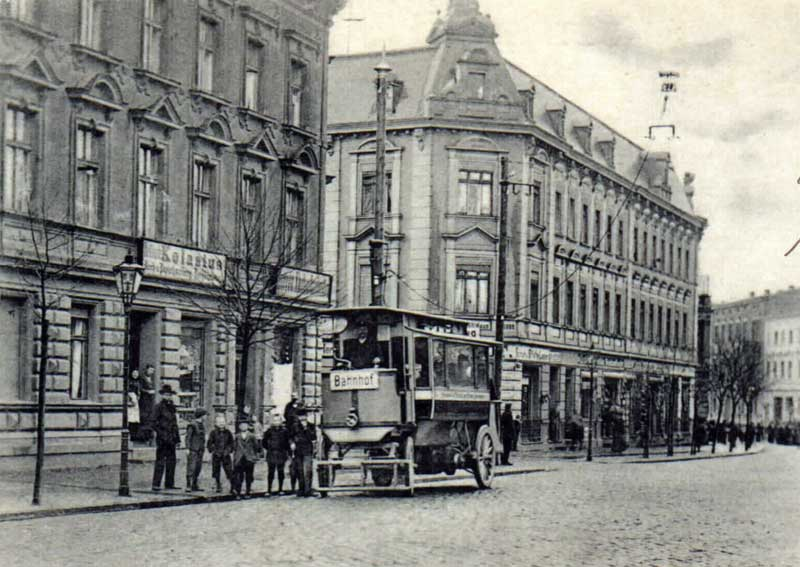
Gleislose Bahn am Alsenplatz

Am 12. März 1901 wurde die sogenannte Gleislose Bahn vom Alsenplatz zum Bahnhof eröffnet, allerdings bereits im Juni gleichen Jahres wieder geschlossen. Die Technik dieses ersten regelmäßig betriebenen Obusses Deutschlands war noch nicht ausgereift. 
Der heutige Obus ersetzte ab dem 3. November 1940 die Städtische Straßenbahn Eberswalde, die vom 1. September 1910 bis zum 2. November 1940 verkehrte. Die ersten zum Einsatz gekommenen fünf Obusse (Typ MPE 1) besaßen ein Fahrgestell der MAN AG in Nürnberg. Die Aufbauten waren von der Firma Schumann aus Werdau in Sachsen. Die elektrische Steuerung des 61-Kilowatt-Doppelkollektormotors erfolgte über einen Feinstufen-Fahrschalter mit Doppelhub-Betätigung. Die elektrische Anlage stammte von BBC. Die Oberleitung war auf Einstangensystem ausgelegt. Die Streckenlänge betrug 6,1 Kilometer, die Linienlänge 5,1 Kilometer.
Durch einen Luftangriff wurde am 25. April 1945 die Fahrleitungsanlage heruntergerissen, das Depot brannte ab, dabei wurden acht Obusse vollständig zerstört, die beiden anderen konnten wieder aufgearbeitet werden. Ab 17. August 1945 konnte die erste Linie wieder in Betrieb genommen werden.
1951 wurde das Einstangensystem auf Zweistangensystem umgerüstet. 1971 wurde der Obus-Betrieb in das Kombinat Kraftverkehr Frankfurt (Oder) eingegliedert.
Von 1942 bis 1985 verkehrten die Obusse in Eberswalde in Zeiten starken Fahrgastandrangs mit Anhängern. Eberswalde war damit der letzte deutsche Obus-Betrieb, der regulären Linienbetrieb mit Anhängern durchführte. In den letzten Jahren war dazu eine Sondergenehmigung erforderlich, da die Personenbeförderung in Anhängern in der DDR seit 1978 nicht mehr gestattet war. 1975 kamen drei Škoda 9Tr vom eingestellten Oberleitungsbus Dresden nach Eberswalde. 1980 war der Obusbetrieb zur Stilllegung vorgesehen, wegen der steigenden Erdölpreise blieb er aber bestehen. 1985 wurde zusätzlich das Gleichrichterunterwerk Ost in Betrieb genommen. Am 28. Juni 1990 wurde der Betrieb in die Speditions- und Verkehrsgesellschaft mbH Eberswalde-Finow ausgegliedert, 1992 wurde der Verkehrsbetrieb als Barnimer Busgesellschaft selbstständig. Ab 1. Juli 1993 verkehrten 15 Niederflur-Obusse des Typs NGE 152 von Gräf & Stift. 
Die Obusse fahren auf zwei Linien zwischen Nordend (Linie 861) und Ostend (Linie 862) zum Brandenburgischen Viertel und bewältigen den überwiegenden Teil des öffentlichen Personennahverkehrs in der Stadt. Die beiden Linien haben eine Gesamtlänge von 37,2 Kilometern. Die 15 Obusse legten pro Jahr 870.500 Kilometer zurück und beförderten dabei 4,2 Millionen Fahrgäste.
Zehn Ikarus-Gelenkwagen gelangten nach ihrer Ausmusterung 1995 zum Oberleitungsbus Timișoara in Rumänien, wo ein Teil von ihnen noch bis 2008 im Einsatz war.
Ab dem 6. November 2010 wurde die erste Eberswalder Niederflur-Obusgeneration durch zwölf Solaris Trollino 18 AC ersetzt, das letzte Fahrzeug wurde am 4. Juli 2012 in Betrieb genommen. Die Wagen verfügen noch über einen Diesel-Hilfsantrieb, nur der zuletzt abgelieferte besitzt alternativ einen Batteriehilfsantrieb. Der Batteriehilfsantrieb war erfolgreich, sodass er bei den anderen elf Bussen nachgerüstet wurde.
2023 wurden zwei Trollino 18 mit überarbeiteter Front ausgeliefert, die bereits ab Werk mit Traktionsbatterien ausgerüstet sind.

## Streckeneröffnungen
- 22. März 1901: Alsenplatz (heute Karl-Marx-Platz) – Bahnhof (nach drei Monaten stillgelegt)
- 03. November 1940: Ostend – Westend, mit Abzweig Saarstraße – Artilleriekaserne
- 05. April 1953: Zentrum – Nordend
- 07. Oktober 1973: Straße der Jugend – Poratzstraße
- 06. November 1987: Westend – Wohngebiet „Max Reimann“ (heute Brandenburgisches Viertel)
- 02. Juli 1990: Ecke Spechthausener Straße/Leninstraße (heute Eberswalder Straße) – Kleiner Stern
- 01. Juli 1993: Brandenburgisches Viertel – Kleiner Stern

## Obustypen in Eberswalde

### Linienbetrieb
- 1940–1957: MPE 1 mit Fahrgestell von MAN und Aufbauten von Schumann, Betriebsnummern 1–10
- 1941–1961: Henschel / Kässbohrer KEO I (Kriegseinheitsobus Normgröße I, MPE 1-Fahrgestell mit Elektroausrüstung der Siemens-Schuckertwerke), Betriebsnummern 2–5
- 1951–1968: LOWA W 600 vom VEB Waggonbau Werdau, Betriebsnummern 6–8
- 1953–1959: LOWA W 602a von LOWA Werdau und LOWA Ammendorf (1959 nach Berlin abgegeben), Betriebsnummer 9 und 4
- 1958–1984: Škoda 8Tr (Škoda Ostrov nad Ohří/ČSSR), Betriebsnummern 4 und 9–12, 20
- 1962–1988: Škoda 9Tr (Škoda Ostrov/ČSSR), Betriebsnummern 1, 3; 13–19, 22–32
- 1984–1990: Škoda 14Tr (Škoda Ostrov/ČSSR), Betriebsnummern 1–3
- 1985–2000: Ikarus 280.93 mit Elektroausrüstung von Ganz, Betriebsnummern 4–20
- 1992–1995: ÖAF Gräf & Stift GE 110 M16 mit Elektroausrüstung der Firma Kiepe, Betriebsnummer 26
- 1992–1995: ÖAF Gräf & Stift GE 110/54/57/A, Betriebsnummern 27 und 28
- 1993–2012: ÖAF Gräf & Stift NGE 152 M17 (erster Niederflur-Obus in Deutschland, 2011/12 an den Oberleitungsbus Budapest abgegeben), Betriebsnummern 29–37, 39
- 1994–2012: ÖAF Gräf & Stift NGE 152 M18, Betriebsnummern 38 und 40
- seit 2010: Solaris Trollino 18AC, Betriebsnummern 51–61 und 63
- seit 2023: 2 Solaris Trollino 18 In-Motion-Charger

Von 1942 bis 1985 verkehrten die Obusse in Eberswalde in Zeiten starken Fahrgastandrangs mit Anhängern der Firmen Gottfried Lindner / Ammendorf (eigener Typ Lindner), Schumann (Kriegstyp KEO), vom Mähdrescherwerk Weimar, Waggonbau Bautzen und LOWA (Typen W 700 und W 701). Die Anhänger wurden mit römischen Zahlen (I–XVIII) bezeichnet.

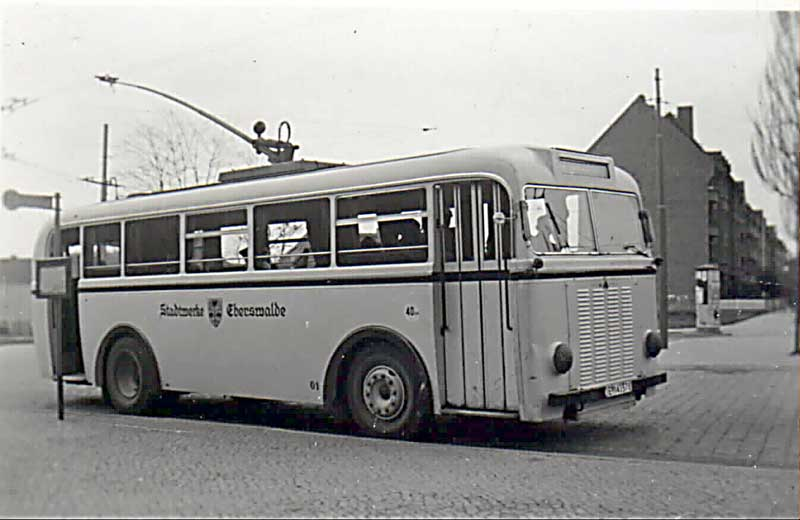
MPE-1-Obus, 1940
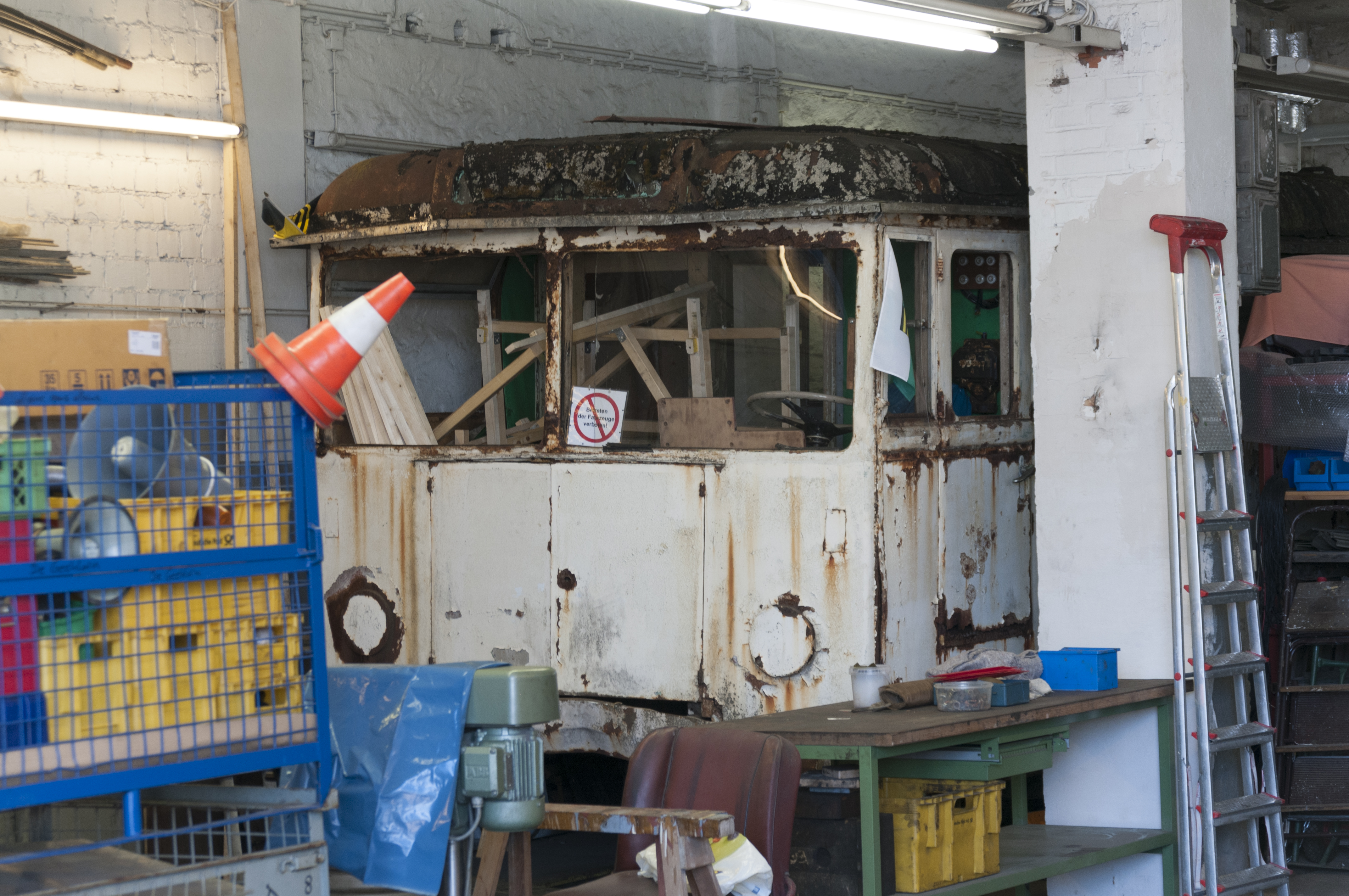
MPE-1 vor der Aufbereitung; Depot Eberswalde
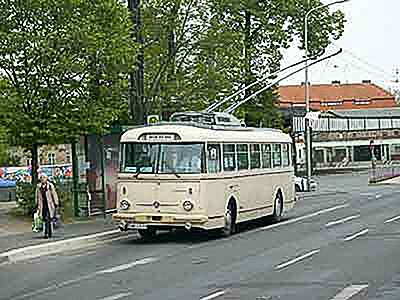
Škoda 9Tr in der Heegermühler Straße
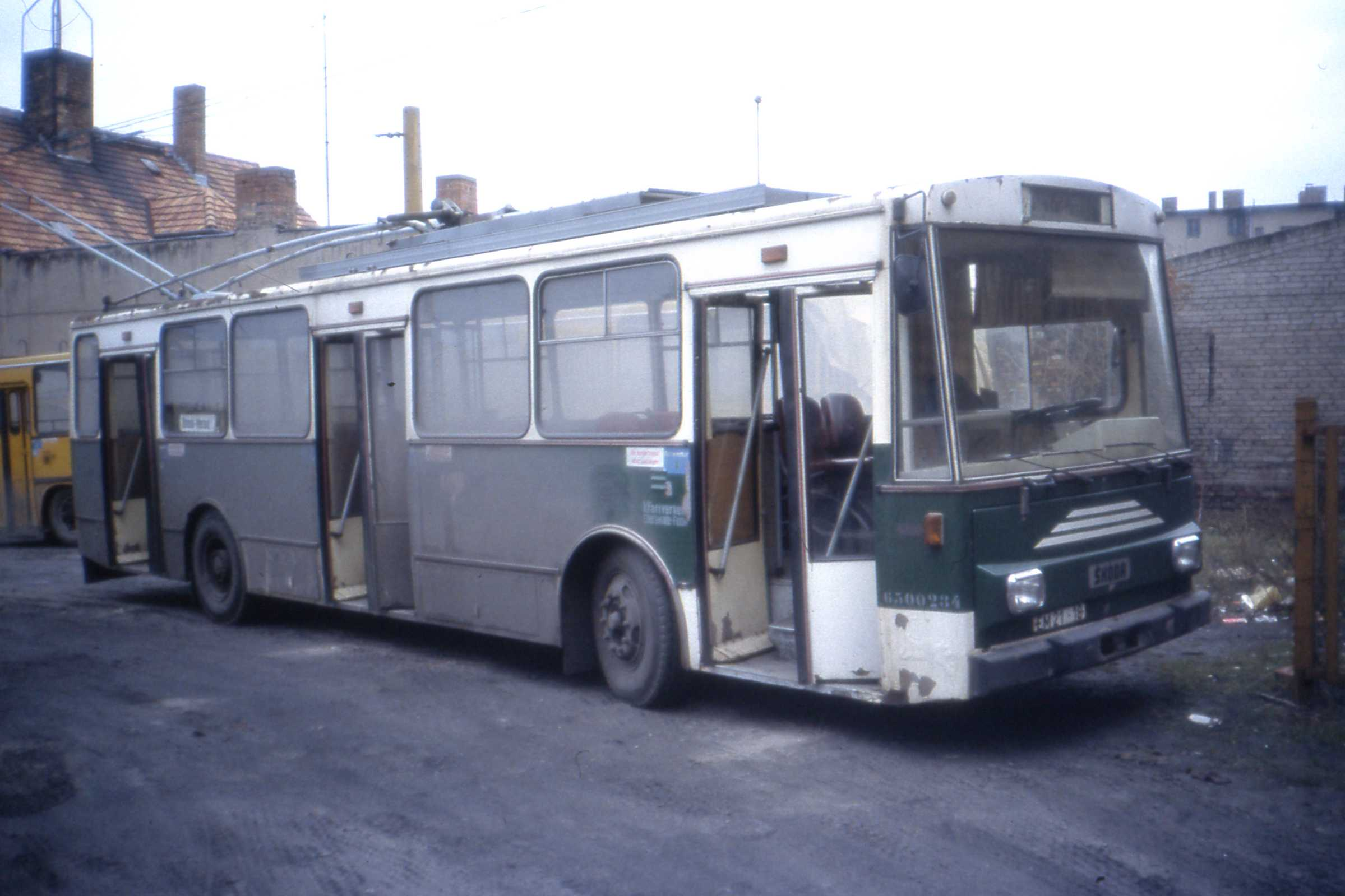
Škoda 14Tr, 1990
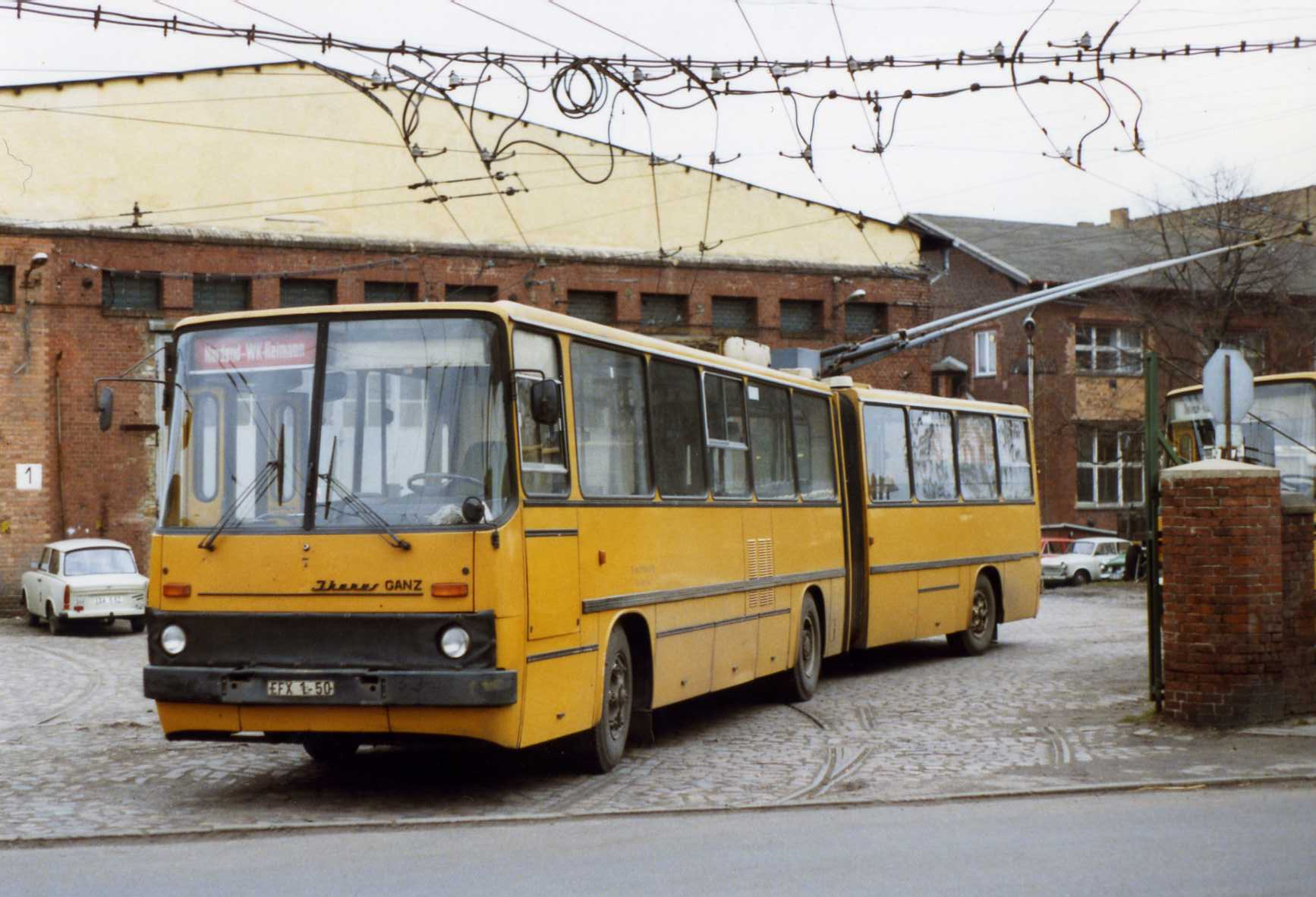
Ikarus/Ganz-Obus, Eberswalde 7, 1990
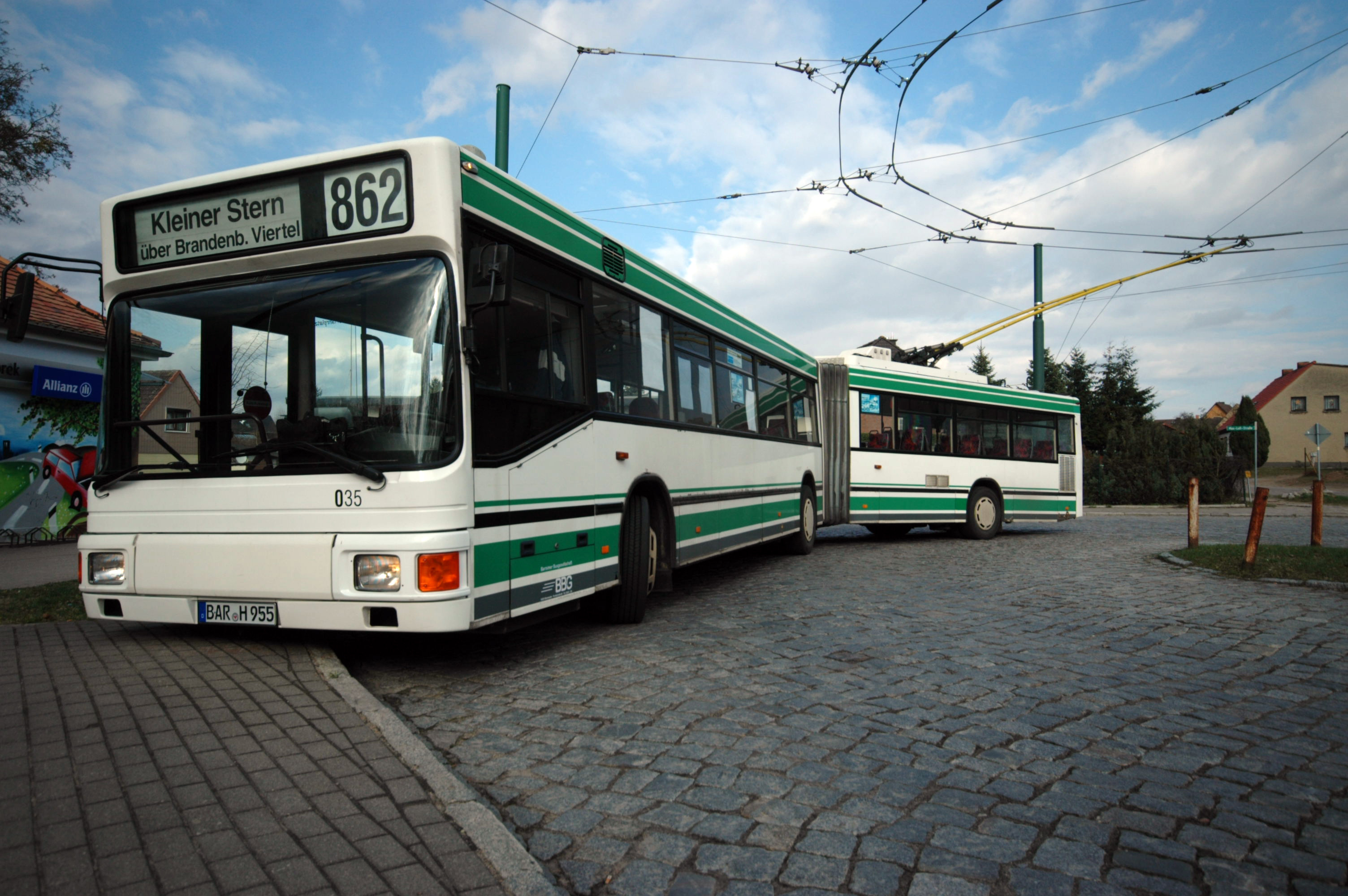
MAN / Gräf & Stift, 2011
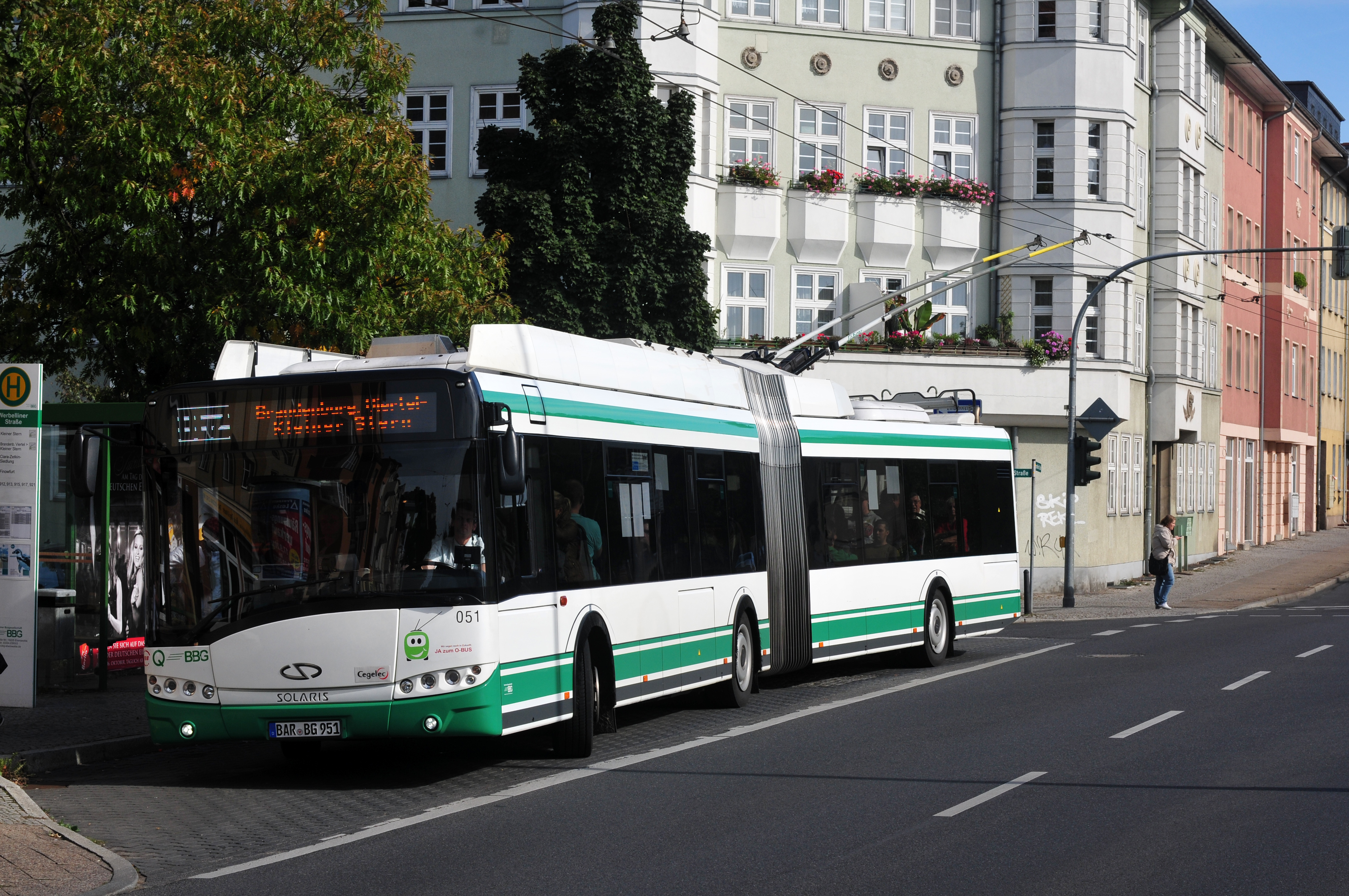
Solaris Trollino 18, 2012

### Testbetrieb

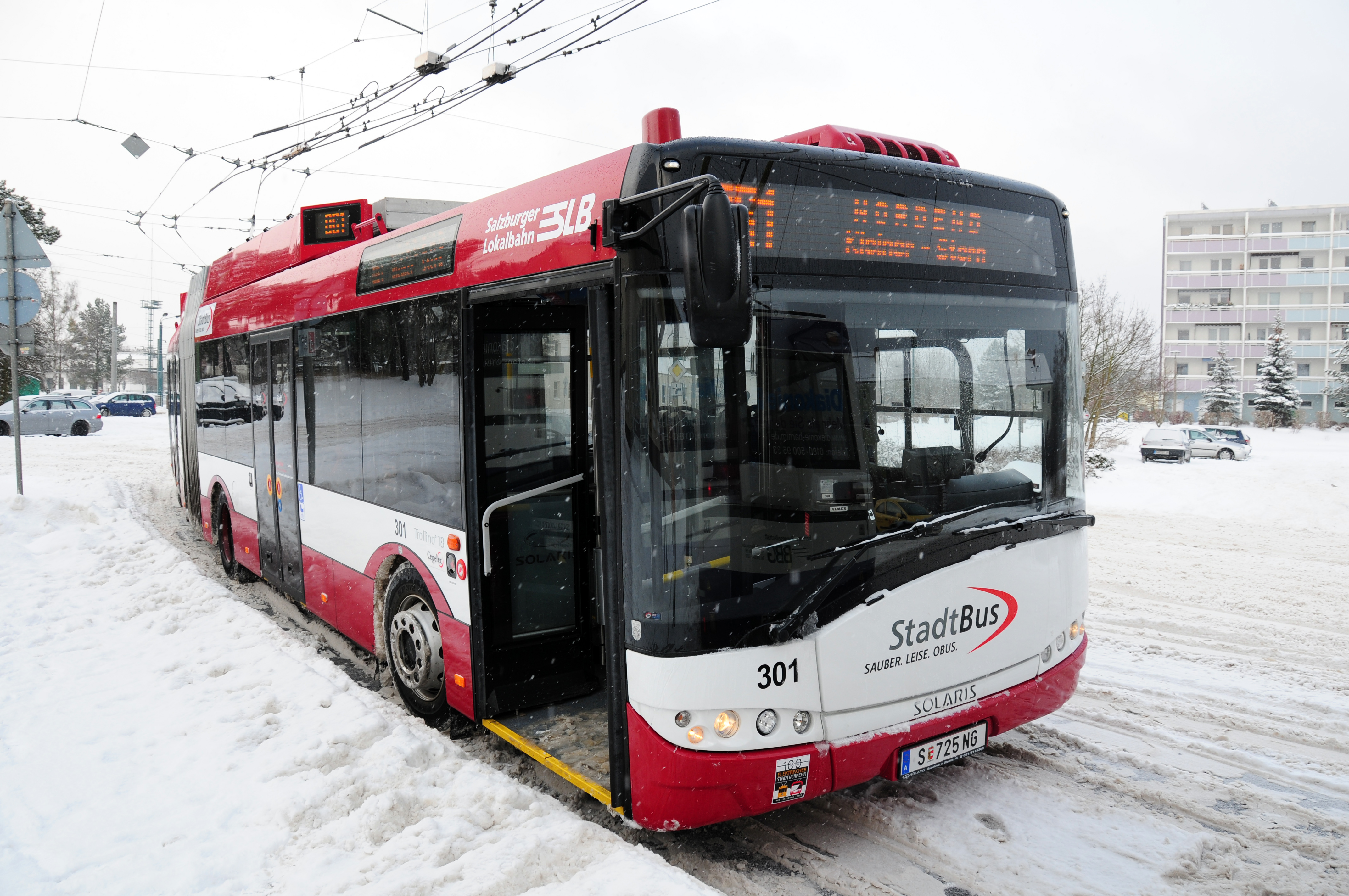
Solaris Trollino 18 aus Salzburg im Testeinsatz, Januar 2010

- 1989: Škoda 15Tr (Škoda Ostrov/ČSSR – Testbetrieb für fünf Monate)
- 1990: Mercedes-Benz O 405 GTD (Duo-Bus, am 11. Juni und vom 2. bis 5. November)
- 2006: Solaris/DPO/Cegelec 15AC (30. August bis 7. September)
- 2010: Solaris Trollino 18 aus Salzburg

### Traditionsfahrzeuge
- seit 1995: Škoda 14Tr, Baujahr 1983
- seit 1996: Škoda 9Tr, Baujahr 1969, Wiederinbetriebnahme 1999
- seit 1996: Gaubschat/AEG HS 56, Nr. 488, Baujahr 1957 – stammt vom Netz Steglitz der Berliner Verkehrsbetriebe (BVG)[4]
- Daimler-Benz/Schumann/SSW SSW-DB 45/47, Nr. 1224, Baujahr 1945/Umbau 1947 – stammt vom Netz Steglitz der BVG
- Henschel/Kässbohrer KEO II
- seit 2015: Ikarus 280.94, Baujahr 1986, übernommen aus Budapest

Zwei Škoda-Obusse sind betriebsfähig und zugelassen. Nur der 9Tr war in Eberswalde im Linieneinsatz (1969–1988).

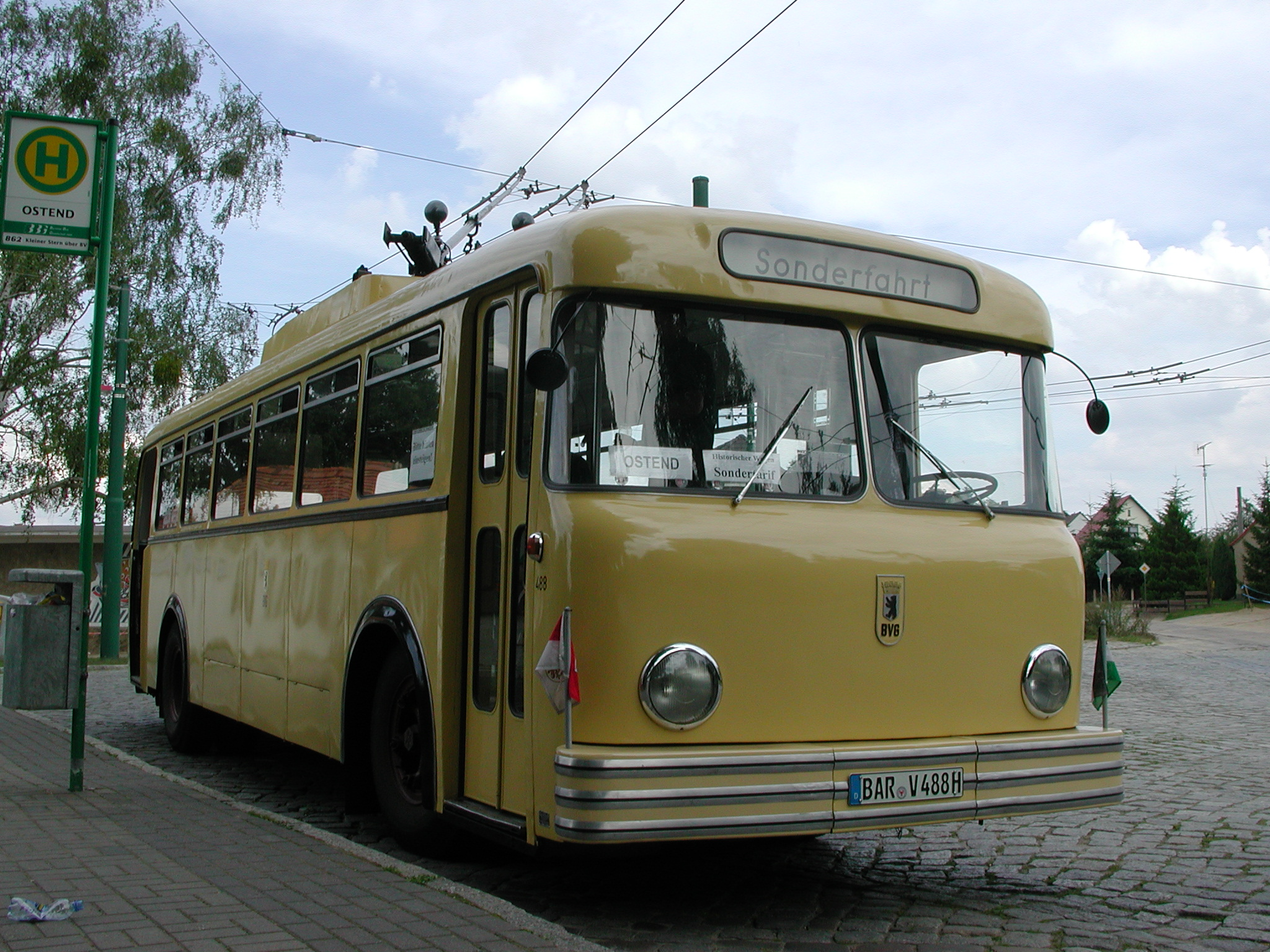
Der Gaubschat-Traditionswagen
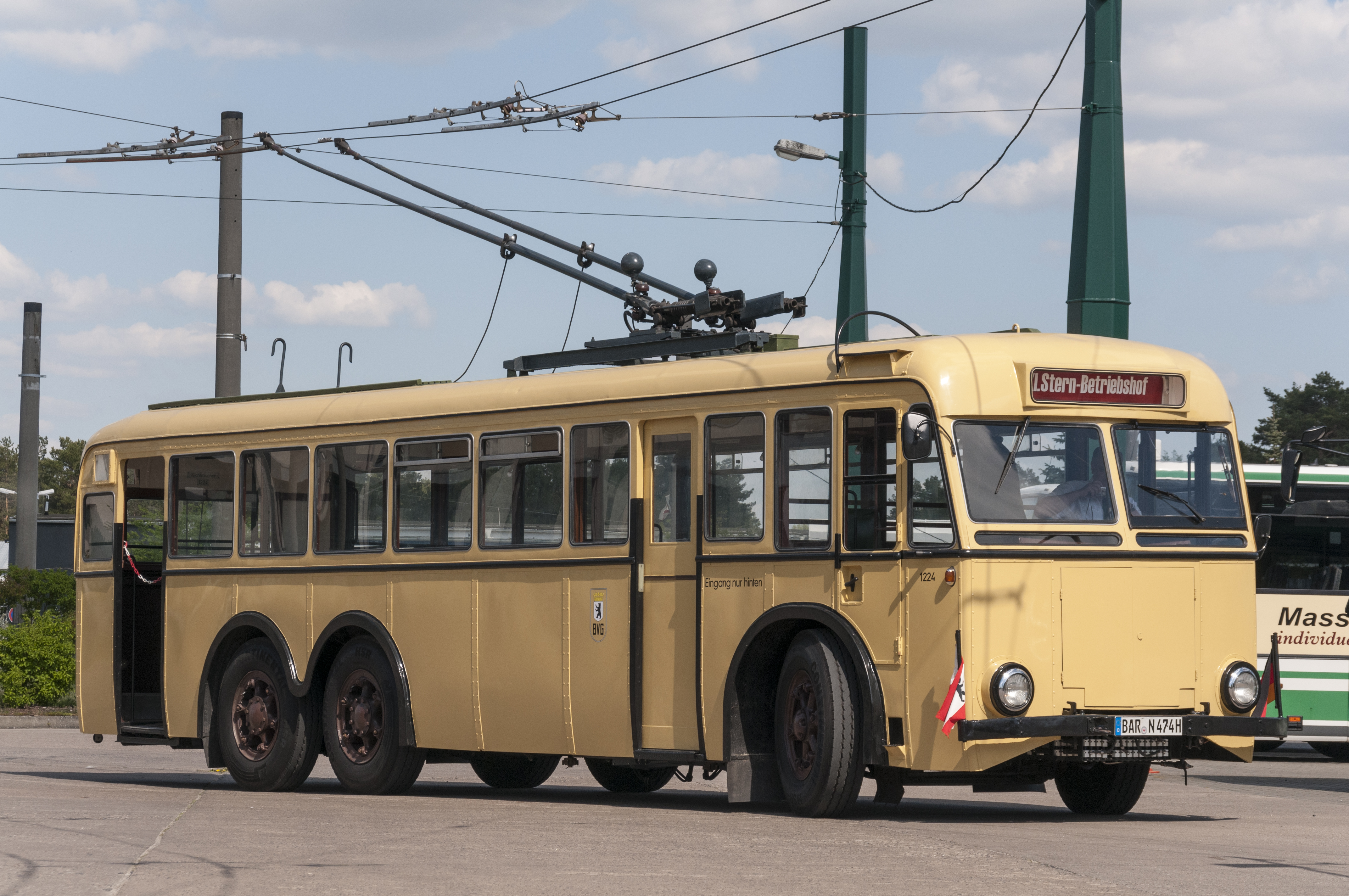
Daimler-Benz/Schumann/SSW-DB 45/47
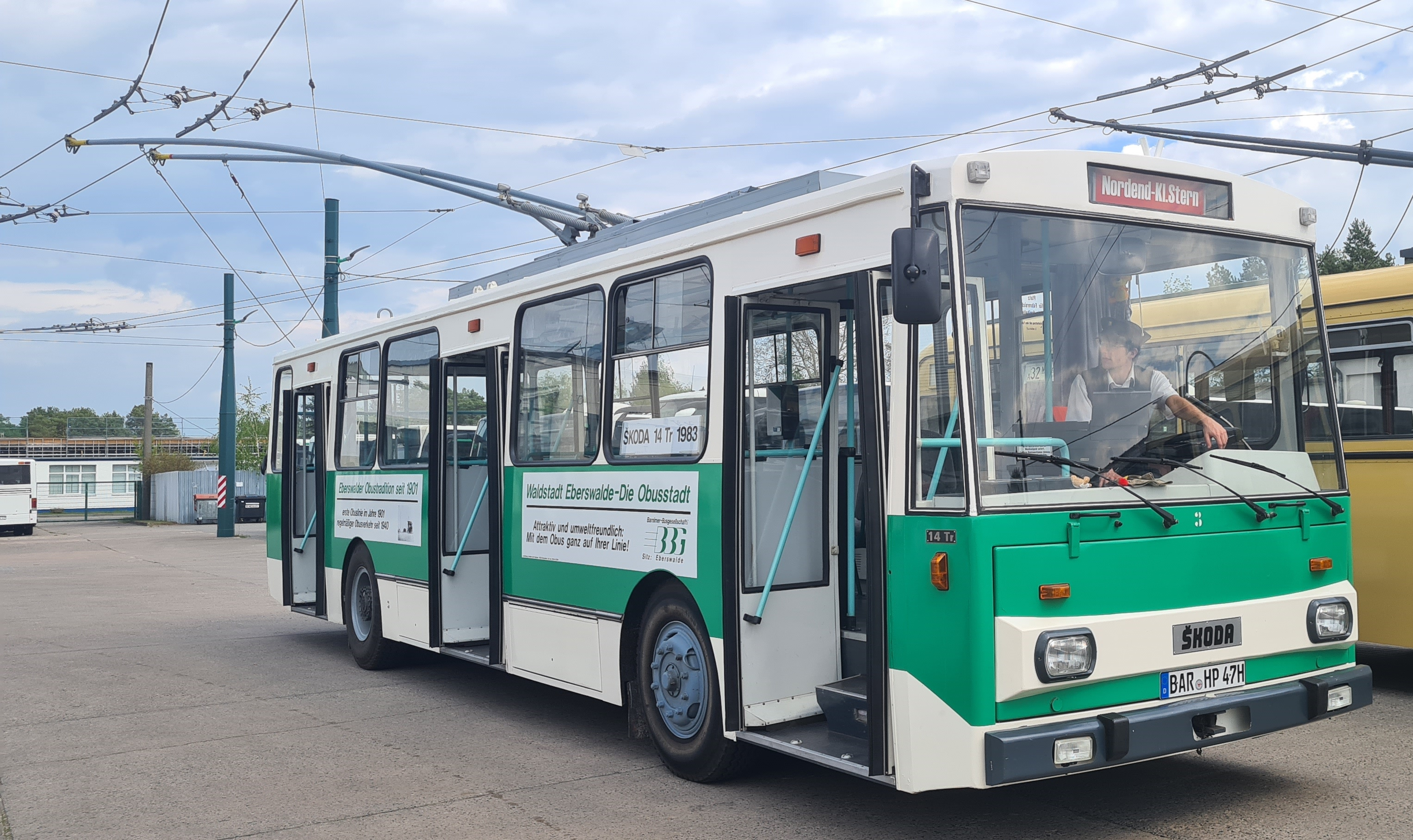
Škoda 14Tr, früher in Weimar und Potsdam, als historisches Fahrzeug